# Конрадін
Конрадін (25 березня 1252 — 29 жовтня 1268) — король Єрусалиму у 1254–1268 роках (як Конрад III), король Сицилії у 1254–1258, 1268 роках (як Конрад II), герцог Швабський у 1254–1258 роках.

## Біографія
Походив з династії Гогенштауфенів. Народився у замку Вольфштейн поблизу міста Ландсхут 25 березня 1252 року. Син короля Конрада I Сицилійського та Єлизавети Вітельсбах. Рано втратив батька. У Сицилії за нього правив дядько Манфред. Конрадін весь час знаходився при дворі свого іншого дядька Людвіга II Вітельсбаха, який домігся від нового німецького короля Річарда Корнуольського відновлення прав свого небожа на Швабське герцогство. Водночас він вважався королем Єрусалиму, але ніколи не бував у Палестині. За нього правили регенти.
У 1258 році Манфред у Сицилії на основі брехливих чуток оголосив себе королем. Конрадін та його опікуни не наважилися оскаржити це. Але у 1266 році після поразки Манфреда від Карла Анжуйського в битві при Беневенто, прихильники Гогенштауфенів звернулися до Конрадіна та Людвіга II із закликом повернути собі трон Сицилії.
Перед походом до Італії Конрадін взяв шлюб із Софією Ландсберг. Того ж року з військом у 3000 вояків перетнув Альпи. У відповідь папа римський Климент IV під загрозою відлучення заборонив допомагати Конрадінові. Тоді Людвіг Баварський зі значною часткою військ повернувся до Німеччини. Втім Конрадін зумів досягти значних успіхів, зокрема на його бік перейшли міста Павія, Піза, Сієна. У вересні 1267 року флот під командуванням принца Фердинанда Кастильського, союзника Гогенштауфена, рушив до Сицилії, де висадив війська у місті Шакка. Результатом цього стало повстання на значній частині острова проти влади Карла Анжуйського. Тільки Палермо й Месіна залишилися вірними йому. Слідом повстали Калабрія та Апулія. Трохи згодом флот Гогенштауфена переміг Анжуйський флот. У липні 1268 року Конрадін увійшов до Рима.
Вирішальна битва відбулася 23 серпня 1268 року поблизу Тальякоцо. У ній війська Конрадіна було знищено вщент. Спочатку він утік до Риму, але там йому наказали залишити місто. Тоді перебрався до Астури, маючи намір відпливсти до Пізи. Однак тут Конрадіна схопив Джованні Франжипані й відправив Карлу Анжуйському. Незабаром відбувся суд у Неаполі, який присудив Конрадіна до страти. Вона відбулася 29 жовтня того ж року. Перед тим Конрадін оголосив своїм спадкоємцем Педро III Арагонського.